# Niederländische Badmintonmeisterschaft 1957
Die Niederländische Badmintonmeisterschaft 1957 fand am 23. und 24. Februar 1957 im Krelagehuis in Haarlem statt.

## Finalergebnisse
| Disziplin    | Sieger                     | Finalist                 | Ergebnis          |
| ------------ | -------------------------- | ------------------------ | ----------------- |
| Herreneinzel | Bob Loo                    | R. de Wit                | 15-8, 15-5        |
| Dameneinzel  | Frieda Quist               | Els Robbé                | 11-3, 12-9        |
| Herrendoppel | Bob Loo H. K. Loo          | Ruud de Wit Rob de Wit   | 15-7, 10-15 18-14 |
| Damendoppel  | Annie W. Koch Frieda Quist | Els Robbé Cootje Verhoef | 15-9, 15-7        |
| Mixed        | J. Berendsen Els Robbé     |                          |                   |